# Крестик (шахматы)

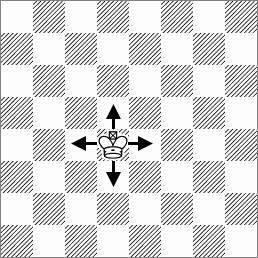
Ходы белого короля (отмечены стрелками) образуют крестик

Кре́стик, крест (англ. cross) — тема в шахматной композиции; один из механизмов положения. Совокупность вариантов решения, в каждом из которых шахматная фигура (например, король, ферзь или ладья) двигается на одно поле по фронтали (то есть по горизонтали или вертикали) в четырёх различных направлениях, образуя при этом чётко обозначенную геометрическую фигуру. В качестве темы крестик обычно сочетается с другими задачными идеями.
Термин «большой крест» означает, что в вариантах фигура, перемещаясь вдоль четырёх линий крестика, двигается каждый раз на равноудалённые два (или три) поля по фронтали. Иногда под большим крестом понимается движение ферзя или ладьи на все доступные им 14 фронтальных полей.
Впервые тему крестика в двухходовке осуществил У. Шинкман (1876).

## Задачи
|   | a | b | c | d | e | f | g | h |   |
| - | --- | --- | --- | --- | --- | --- | --- | --- | - |
| 8 | a8 белый ферзь · d7 белый слон · d6 белый слон · d5 белый конь · e5 белая ладья · h5 чёрная пешка · d4 белая ладья · b3 чёрная пешка · b2 чёрная пешка · g2 чёрный король · h2 белый конь · b1 белый король · h1 чёрный слон | a8 белый ферзь · d7 белый слон · d6 белый слон · d5 белый конь · e5 белая ладья · h5 чёрная пешка · d4 белая ладья · b3 чёрная пешка · b2 чёрная пешка · g2 чёрный король · h2 белый конь · b1 белый король · h1 чёрный слон | a8 белый ферзь · d7 белый слон · d6 белый слон · d5 белый конь · e5 белая ладья · h5 чёрная пешка · d4 белая ладья · b3 чёрная пешка · b2 чёрная пешка · g2 чёрный король · h2 белый конь · b1 белый король · h1 чёрный слон | a8 белый ферзь · d7 белый слон · d6 белый слон · d5 белый конь · e5 белая ладья · h5 чёрная пешка · d4 белая ладья · b3 чёрная пешка · b2 чёрная пешка · g2 чёрный король · h2 белый конь · b1 белый король · h1 чёрный слон | a8 белый ферзь · d7 белый слон · d6 белый слон · d5 белый конь · e5 белая ладья · h5 чёрная пешка · d4 белая ладья · b3 чёрная пешка · b2 чёрная пешка · g2 чёрный король · h2 белый конь · b1 белый король · h1 чёрный слон | a8 белый ферзь · d7 белый слон · d6 белый слон · d5 белый конь · e5 белая ладья · h5 чёрная пешка · d4 белая ладья · b3 чёрная пешка · b2 чёрная пешка · g2 чёрный король · h2 белый конь · b1 белый король · h1 чёрный слон | a8 белый ферзь · d7 белый слон · d6 белый слон · d5 белый конь · e5 белая ладья · h5 чёрная пешка · d4 белая ладья · b3 чёрная пешка · b2 чёрная пешка · g2 чёрный король · h2 белый конь · b1 белый король · h1 чёрный слон | a8 белый ферзь · d7 белый слон · d6 белый слон · d5 белый конь · e5 белая ладья · h5 чёрная пешка · d4 белая ладья · b3 чёрная пешка · b2 чёрная пешка · g2 чёрный король · h2 белый конь · b1 белый король · h1 чёрный слон | 8 |
| 7 | a8 белый ферзь · d7 белый слон · d6 белый слон · d5 белый конь · e5 белая ладья · h5 чёрная пешка · d4 белая ладья · b3 чёрная пешка · b2 чёрная пешка · g2 чёрный король · h2 белый конь · b1 белый король · h1 чёрный слон | a8 белый ферзь · d7 белый слон · d6 белый слон · d5 белый конь · e5 белая ладья · h5 чёрная пешка · d4 белая ладья · b3 чёрная пешка · b2 чёрная пешка · g2 чёрный король · h2 белый конь · b1 белый король · h1 чёрный слон | a8 белый ферзь · d7 белый слон · d6 белый слон · d5 белый конь · e5 белая ладья · h5 чёрная пешка · d4 белая ладья · b3 чёрная пешка · b2 чёрная пешка · g2 чёрный король · h2 белый конь · b1 белый король · h1 чёрный слон | a8 белый ферзь · d7 белый слон · d6 белый слон · d5 белый конь · e5 белая ладья · h5 чёрная пешка · d4 белая ладья · b3 чёрная пешка · b2 чёрная пешка · g2 чёрный король · h2 белый конь · b1 белый король · h1 чёрный слон | a8 белый ферзь · d7 белый слон · d6 белый слон · d5 белый конь · e5 белая ладья · h5 чёрная пешка · d4 белая ладья · b3 чёрная пешка · b2 чёрная пешка · g2 чёрный король · h2 белый конь · b1 белый король · h1 чёрный слон | a8 белый ферзь · d7 белый слон · d6 белый слон · d5 белый конь · e5 белая ладья · h5 чёрная пешка · d4 белая ладья · b3 чёрная пешка · b2 чёрная пешка · g2 чёрный король · h2 белый конь · b1 белый король · h1 чёрный слон | a8 белый ферзь · d7 белый слон · d6 белый слон · d5 белый конь · e5 белая ладья · h5 чёрная пешка · d4 белая ладья · b3 чёрная пешка · b2 чёрная пешка · g2 чёрный король · h2 белый конь · b1 белый король · h1 чёрный слон | a8 белый ферзь · d7 белый слон · d6 белый слон · d5 белый конь · e5 белая ладья · h5 чёрная пешка · d4 белая ладья · b3 чёрная пешка · b2 чёрная пешка · g2 чёрный король · h2 белый конь · b1 белый король · h1 чёрный слон | 7 |
| 6 | a8 белый ферзь · d7 белый слон · d6 белый слон · d5 белый конь · e5 белая ладья · h5 чёрная пешка · d4 белая ладья · b3 чёрная пешка · b2 чёрная пешка · g2 чёрный король · h2 белый конь · b1 белый король · h1 чёрный слон | a8 белый ферзь · d7 белый слон · d6 белый слон · d5 белый конь · e5 белая ладья · h5 чёрная пешка · d4 белая ладья · b3 чёрная пешка · b2 чёрная пешка · g2 чёрный король · h2 белый конь · b1 белый король · h1 чёрный слон | a8 белый ферзь · d7 белый слон · d6 белый слон · d5 белый конь · e5 белая ладья · h5 чёрная пешка · d4 белая ладья · b3 чёрная пешка · b2 чёрная пешка · g2 чёрный король · h2 белый конь · b1 белый король · h1 чёрный слон | a8 белый ферзь · d7 белый слон · d6 белый слон · d5 белый конь · e5 белая ладья · h5 чёрная пешка · d4 белая ладья · b3 чёрная пешка · b2 чёрная пешка · g2 чёрный король · h2 белый конь · b1 белый король · h1 чёрный слон | a8 белый ферзь · d7 белый слон · d6 белый слон · d5 белый конь · e5 белая ладья · h5 чёрная пешка · d4 белая ладья · b3 чёрная пешка · b2 чёрная пешка · g2 чёрный король · h2 белый конь · b1 белый король · h1 чёрный слон | a8 белый ферзь · d7 белый слон · d6 белый слон · d5 белый конь · e5 белая ладья · h5 чёрная пешка · d4 белая ладья · b3 чёрная пешка · b2 чёрная пешка · g2 чёрный король · h2 белый конь · b1 белый король · h1 чёрный слон | a8 белый ферзь · d7 белый слон · d6 белый слон · d5 белый конь · e5 белая ладья · h5 чёрная пешка · d4 белая ладья · b3 чёрная пешка · b2 чёрная пешка · g2 чёрный король · h2 белый конь · b1 белый король · h1 чёрный слон | a8 белый ферзь · d7 белый слон · d6 белый слон · d5 белый конь · e5 белая ладья · h5 чёрная пешка · d4 белая ладья · b3 чёрная пешка · b2 чёрная пешка · g2 чёрный король · h2 белый конь · b1 белый король · h1 чёрный слон | 6 |
| 5 | a8 белый ферзь · d7 белый слон · d6 белый слон · d5 белый конь · e5 белая ладья · h5 чёрная пешка · d4 белая ладья · b3 чёрная пешка · b2 чёрная пешка · g2 чёрный король · h2 белый конь · b1 белый король · h1 чёрный слон | a8 белый ферзь · d7 белый слон · d6 белый слон · d5 белый конь · e5 белая ладья · h5 чёрная пешка · d4 белая ладья · b3 чёрная пешка · b2 чёрная пешка · g2 чёрный король · h2 белый конь · b1 белый король · h1 чёрный слон | a8 белый ферзь · d7 белый слон · d6 белый слон · d5 белый конь · e5 белая ладья · h5 чёрная пешка · d4 белая ладья · b3 чёрная пешка · b2 чёрная пешка · g2 чёрный король · h2 белый конь · b1 белый король · h1 чёрный слон | a8 белый ферзь · d7 белый слон · d6 белый слон · d5 белый конь · e5 белая ладья · h5 чёрная пешка · d4 белая ладья · b3 чёрная пешка · b2 чёрная пешка · g2 чёрный король · h2 белый конь · b1 белый король · h1 чёрный слон | a8 белый ферзь · d7 белый слон · d6 белый слон · d5 белый конь · e5 белая ладья · h5 чёрная пешка · d4 белая ладья · b3 чёрная пешка · b2 чёрная пешка · g2 чёрный король · h2 белый конь · b1 белый король · h1 чёрный слон | a8 белый ферзь · d7 белый слон · d6 белый слон · d5 белый конь · e5 белая ладья · h5 чёрная пешка · d4 белая ладья · b3 чёрная пешка · b2 чёрная пешка · g2 чёрный король · h2 белый конь · b1 белый король · h1 чёрный слон | a8 белый ферзь · d7 белый слон · d6 белый слон · d5 белый конь · e5 белая ладья · h5 чёрная пешка · d4 белая ладья · b3 чёрная пешка · b2 чёрная пешка · g2 чёрный король · h2 белый конь · b1 белый король · h1 чёрный слон | a8 белый ферзь · d7 белый слон · d6 белый слон · d5 белый конь · e5 белая ладья · h5 чёрная пешка · d4 белая ладья · b3 чёрная пешка · b2 чёрная пешка · g2 чёрный король · h2 белый конь · b1 белый король · h1 чёрный слон | 5 |
| 4 | a8 белый ферзь · d7 белый слон · d6 белый слон · d5 белый конь · e5 белая ладья · h5 чёрная пешка · d4 белая ладья · b3 чёрная пешка · b2 чёрная пешка · g2 чёрный король · h2 белый конь · b1 белый король · h1 чёрный слон | a8 белый ферзь · d7 белый слон · d6 белый слон · d5 белый конь · e5 белая ладья · h5 чёрная пешка · d4 белая ладья · b3 чёрная пешка · b2 чёрная пешка · g2 чёрный король · h2 белый конь · b1 белый король · h1 чёрный слон | a8 белый ферзь · d7 белый слон · d6 белый слон · d5 белый конь · e5 белая ладья · h5 чёрная пешка · d4 белая ладья · b3 чёрная пешка · b2 чёрная пешка · g2 чёрный король · h2 белый конь · b1 белый король · h1 чёрный слон | a8 белый ферзь · d7 белый слон · d6 белый слон · d5 белый конь · e5 белая ладья · h5 чёрная пешка · d4 белая ладья · b3 чёрная пешка · b2 чёрная пешка · g2 чёрный король · h2 белый конь · b1 белый король · h1 чёрный слон | a8 белый ферзь · d7 белый слон · d6 белый слон · d5 белый конь · e5 белая ладья · h5 чёрная пешка · d4 белая ладья · b3 чёрная пешка · b2 чёрная пешка · g2 чёрный король · h2 белый конь · b1 белый король · h1 чёрный слон | a8 белый ферзь · d7 белый слон · d6 белый слон · d5 белый конь · e5 белая ладья · h5 чёрная пешка · d4 белая ладья · b3 чёрная пешка · b2 чёрная пешка · g2 чёрный король · h2 белый конь · b1 белый король · h1 чёрный слон | a8 белый ферзь · d7 белый слон · d6 белый слон · d5 белый конь · e5 белая ладья · h5 чёрная пешка · d4 белая ладья · b3 чёрная пешка · b2 чёрная пешка · g2 чёрный король · h2 белый конь · b1 белый король · h1 чёрный слон | a8 белый ферзь · d7 белый слон · d6 белый слон · d5 белый конь · e5 белая ладья · h5 чёрная пешка · d4 белая ладья · b3 чёрная пешка · b2 чёрная пешка · g2 чёрный король · h2 белый конь · b1 белый король · h1 чёрный слон | 4 |
| 3 | a8 белый ферзь · d7 белый слон · d6 белый слон · d5 белый конь · e5 белая ладья · h5 чёрная пешка · d4 белая ладья · b3 чёрная пешка · b2 чёрная пешка · g2 чёрный король · h2 белый конь · b1 белый король · h1 чёрный слон | a8 белый ферзь · d7 белый слон · d6 белый слон · d5 белый конь · e5 белая ладья · h5 чёрная пешка · d4 белая ладья · b3 чёрная пешка · b2 чёрная пешка · g2 чёрный король · h2 белый конь · b1 белый король · h1 чёрный слон | a8 белый ферзь · d7 белый слон · d6 белый слон · d5 белый конь · e5 белая ладья · h5 чёрная пешка · d4 белая ладья · b3 чёрная пешка · b2 чёрная пешка · g2 чёрный король · h2 белый конь · b1 белый король · h1 чёрный слон | a8 белый ферзь · d7 белый слон · d6 белый слон · d5 белый конь · e5 белая ладья · h5 чёрная пешка · d4 белая ладья · b3 чёрная пешка · b2 чёрная пешка · g2 чёрный король · h2 белый конь · b1 белый король · h1 чёрный слон | a8 белый ферзь · d7 белый слон · d6 белый слон · d5 белый конь · e5 белая ладья · h5 чёрная пешка · d4 белая ладья · b3 чёрная пешка · b2 чёрная пешка · g2 чёрный король · h2 белый конь · b1 белый король · h1 чёрный слон | a8 белый ферзь · d7 белый слон · d6 белый слон · d5 белый конь · e5 белая ладья · h5 чёрная пешка · d4 белая ладья · b3 чёрная пешка · b2 чёрная пешка · g2 чёрный король · h2 белый конь · b1 белый король · h1 чёрный слон | a8 белый ферзь · d7 белый слон · d6 белый слон · d5 белый конь · e5 белая ладья · h5 чёрная пешка · d4 белая ладья · b3 чёрная пешка · b2 чёрная пешка · g2 чёрный король · h2 белый конь · b1 белый король · h1 чёрный слон | a8 белый ферзь · d7 белый слон · d6 белый слон · d5 белый конь · e5 белая ладья · h5 чёрная пешка · d4 белая ладья · b3 чёрная пешка · b2 чёрная пешка · g2 чёрный король · h2 белый конь · b1 белый король · h1 чёрный слон | 3 |
| 2 | a8 белый ферзь · d7 белый слон · d6 белый слон · d5 белый конь · e5 белая ладья · h5 чёрная пешка · d4 белая ладья · b3 чёрная пешка · b2 чёрная пешка · g2 чёрный король · h2 белый конь · b1 белый король · h1 чёрный слон | a8 белый ферзь · d7 белый слон · d6 белый слон · d5 белый конь · e5 белая ладья · h5 чёрная пешка · d4 белая ладья · b3 чёрная пешка · b2 чёрная пешка · g2 чёрный король · h2 белый конь · b1 белый король · h1 чёрный слон | a8 белый ферзь · d7 белый слон · d6 белый слон · d5 белый конь · e5 белая ладья · h5 чёрная пешка · d4 белая ладья · b3 чёрная пешка · b2 чёрная пешка · g2 чёрный король · h2 белый конь · b1 белый король · h1 чёрный слон | a8 белый ферзь · d7 белый слон · d6 белый слон · d5 белый конь · e5 белая ладья · h5 чёрная пешка · d4 белая ладья · b3 чёрная пешка · b2 чёрная пешка · g2 чёрный король · h2 белый конь · b1 белый король · h1 чёрный слон | a8 белый ферзь · d7 белый слон · d6 белый слон · d5 белый конь · e5 белая ладья · h5 чёрная пешка · d4 белая ладья · b3 чёрная пешка · b2 чёрная пешка · g2 чёрный король · h2 белый конь · b1 белый король · h1 чёрный слон | a8 белый ферзь · d7 белый слон · d6 белый слон · d5 белый конь · e5 белая ладья · h5 чёрная пешка · d4 белая ладья · b3 чёрная пешка · b2 чёрная пешка · g2 чёрный король · h2 белый конь · b1 белый король · h1 чёрный слон | a8 белый ферзь · d7 белый слон · d6 белый слон · d5 белый конь · e5 белая ладья · h5 чёрная пешка · d4 белая ладья · b3 чёрная пешка · b2 чёрная пешка · g2 чёрный король · h2 белый конь · b1 белый король · h1 чёрный слон | a8 белый ферзь · d7 белый слон · d6 белый слон · d5 белый конь · e5 белая ладья · h5 чёрная пешка · d4 белая ладья · b3 чёрная пешка · b2 чёрная пешка · g2 чёрный король · h2 белый конь · b1 белый король · h1 чёрный слон | 2 |
| 1 | a8 белый ферзь · d7 белый слон · d6 белый слон · d5 белый конь · e5 белая ладья · h5 чёрная пешка · d4 белая ладья · b3 чёрная пешка · b2 чёрная пешка · g2 чёрный король · h2 белый конь · b1 белый король · h1 чёрный слон | a8 белый ферзь · d7 белый слон · d6 белый слон · d5 белый конь · e5 белая ладья · h5 чёрная пешка · d4 белая ладья · b3 чёрная пешка · b2 чёрная пешка · g2 чёрный король · h2 белый конь · b1 белый король · h1 чёрный слон | a8 белый ферзь · d7 белый слон · d6 белый слон · d5 белый конь · e5 белая ладья · h5 чёрная пешка · d4 белая ладья · b3 чёрная пешка · b2 чёрная пешка · g2 чёрный король · h2 белый конь · b1 белый король · h1 чёрный слон | a8 белый ферзь · d7 белый слон · d6 белый слон · d5 белый конь · e5 белая ладья · h5 чёрная пешка · d4 белая ладья · b3 чёрная пешка · b2 чёрная пешка · g2 чёрный король · h2 белый конь · b1 белый король · h1 чёрный слон | a8 белый ферзь · d7 белый слон · d6 белый слон · d5 белый конь · e5 белая ладья · h5 чёрная пешка · d4 белая ладья · b3 чёрная пешка · b2 чёрная пешка · g2 чёрный король · h2 белый конь · b1 белый король · h1 чёрный слон | a8 белый ферзь · d7 белый слон · d6 белый слон · d5 белый конь · e5 белая ладья · h5 чёрная пешка · d4 белая ладья · b3 чёрная пешка · b2 чёрная пешка · g2 чёрный король · h2 белый конь · b1 белый король · h1 чёрный слон | a8 белый ферзь · d7 белый слон · d6 белый слон · d5 белый конь · e5 белая ладья · h5 чёрная пешка · d4 белая ладья · b3 чёрная пешка · b2 чёрная пешка · g2 чёрный король · h2 белый конь · b1 белый король · h1 чёрный слон | a8 белый ферзь · d7 белый слон · d6 белый слон · d5 белый конь · e5 белая ладья · h5 чёрная пешка · d4 белая ладья · b3 чёрная пешка · b2 чёрная пешка · g2 чёрный король · h2 белый конь · b1 белый король · h1 чёрный слон | 1 |
|   | a | b | c | d | e | f | g | h |   |

1.Фа7! цугцванг

1…Kpf2 2.Лg4#

1…Kpg1 2.Лd2#

1…Kpg3 2.Лe2#

1…Kp:h2 2.Лg5#

Первая задача с темой крестика. Геометрическую фигуру описывает чёрный король.
|   | a | b | c | d | e | f | g | h |   |
| - | --- | --- | --- | --- | --- | --- | --- | --- | - |
| 8 | d8 чёрный слон · b7 чёрный ферзь · c7 чёрная пешка · f7 чёрная пешка · b6 белая пешка · d6 белая пешка · f6 белая ладья · h6 белый король · b5 белая пешка · d5 чёрный король · f5 белая пешка · c4 белая ладья · b3 белый слон · f3 белая пешка · g3 чёрная пешка · d2 белая пешка · b1 чёрный слон · d1 чёрный конь · e1 белый ферзь | d8 чёрный слон · b7 чёрный ферзь · c7 чёрная пешка · f7 чёрная пешка · b6 белая пешка · d6 белая пешка · f6 белая ладья · h6 белый король · b5 белая пешка · d5 чёрный король · f5 белая пешка · c4 белая ладья · b3 белый слон · f3 белая пешка · g3 чёрная пешка · d2 белая пешка · b1 чёрный слон · d1 чёрный конь · e1 белый ферзь | d8 чёрный слон · b7 чёрный ферзь · c7 чёрная пешка · f7 чёрная пешка · b6 белая пешка · d6 белая пешка · f6 белая ладья · h6 белый король · b5 белая пешка · d5 чёрный король · f5 белая пешка · c4 белая ладья · b3 белый слон · f3 белая пешка · g3 чёрная пешка · d2 белая пешка · b1 чёрный слон · d1 чёрный конь · e1 белый ферзь | d8 чёрный слон · b7 чёрный ферзь · c7 чёрная пешка · f7 чёрная пешка · b6 белая пешка · d6 белая пешка · f6 белая ладья · h6 белый король · b5 белая пешка · d5 чёрный король · f5 белая пешка · c4 белая ладья · b3 белый слон · f3 белая пешка · g3 чёрная пешка · d2 белая пешка · b1 чёрный слон · d1 чёрный конь · e1 белый ферзь | d8 чёрный слон · b7 чёрный ферзь · c7 чёрная пешка · f7 чёрная пешка · b6 белая пешка · d6 белая пешка · f6 белая ладья · h6 белый король · b5 белая пешка · d5 чёрный король · f5 белая пешка · c4 белая ладья · b3 белый слон · f3 белая пешка · g3 чёрная пешка · d2 белая пешка · b1 чёрный слон · d1 чёрный конь · e1 белый ферзь | d8 чёрный слон · b7 чёрный ферзь · c7 чёрная пешка · f7 чёрная пешка · b6 белая пешка · d6 белая пешка · f6 белая ладья · h6 белый король · b5 белая пешка · d5 чёрный король · f5 белая пешка · c4 белая ладья · b3 белый слон · f3 белая пешка · g3 чёрная пешка · d2 белая пешка · b1 чёрный слон · d1 чёрный конь · e1 белый ферзь | d8 чёрный слон · b7 чёрный ферзь · c7 чёрная пешка · f7 чёрная пешка · b6 белая пешка · d6 белая пешка · f6 белая ладья · h6 белый король · b5 белая пешка · d5 чёрный король · f5 белая пешка · c4 белая ладья · b3 белый слон · f3 белая пешка · g3 чёрная пешка · d2 белая пешка · b1 чёрный слон · d1 чёрный конь · e1 белый ферзь | d8 чёрный слон · b7 чёрный ферзь · c7 чёрная пешка · f7 чёрная пешка · b6 белая пешка · d6 белая пешка · f6 белая ладья · h6 белый король · b5 белая пешка · d5 чёрный король · f5 белая пешка · c4 белая ладья · b3 белый слон · f3 белая пешка · g3 чёрная пешка · d2 белая пешка · b1 чёрный слон · d1 чёрный конь · e1 белый ферзь | 8 |
| 7 | d8 чёрный слон · b7 чёрный ферзь · c7 чёрная пешка · f7 чёрная пешка · b6 белая пешка · d6 белая пешка · f6 белая ладья · h6 белый король · b5 белая пешка · d5 чёрный король · f5 белая пешка · c4 белая ладья · b3 белый слон · f3 белая пешка · g3 чёрная пешка · d2 белая пешка · b1 чёрный слон · d1 чёрный конь · e1 белый ферзь | d8 чёрный слон · b7 чёрный ферзь · c7 чёрная пешка · f7 чёрная пешка · b6 белая пешка · d6 белая пешка · f6 белая ладья · h6 белый король · b5 белая пешка · d5 чёрный король · f5 белая пешка · c4 белая ладья · b3 белый слон · f3 белая пешка · g3 чёрная пешка · d2 белая пешка · b1 чёрный слон · d1 чёрный конь · e1 белый ферзь | d8 чёрный слон · b7 чёрный ферзь · c7 чёрная пешка · f7 чёрная пешка · b6 белая пешка · d6 белая пешка · f6 белая ладья · h6 белый король · b5 белая пешка · d5 чёрный король · f5 белая пешка · c4 белая ладья · b3 белый слон · f3 белая пешка · g3 чёрная пешка · d2 белая пешка · b1 чёрный слон · d1 чёрный конь · e1 белый ферзь | d8 чёрный слон · b7 чёрный ферзь · c7 чёрная пешка · f7 чёрная пешка · b6 белая пешка · d6 белая пешка · f6 белая ладья · h6 белый король · b5 белая пешка · d5 чёрный король · f5 белая пешка · c4 белая ладья · b3 белый слон · f3 белая пешка · g3 чёрная пешка · d2 белая пешка · b1 чёрный слон · d1 чёрный конь · e1 белый ферзь | d8 чёрный слон · b7 чёрный ферзь · c7 чёрная пешка · f7 чёрная пешка · b6 белая пешка · d6 белая пешка · f6 белая ладья · h6 белый король · b5 белая пешка · d5 чёрный король · f5 белая пешка · c4 белая ладья · b3 белый слон · f3 белая пешка · g3 чёрная пешка · d2 белая пешка · b1 чёрный слон · d1 чёрный конь · e1 белый ферзь | d8 чёрный слон · b7 чёрный ферзь · c7 чёрная пешка · f7 чёрная пешка · b6 белая пешка · d6 белая пешка · f6 белая ладья · h6 белый король · b5 белая пешка · d5 чёрный король · f5 белая пешка · c4 белая ладья · b3 белый слон · f3 белая пешка · g3 чёрная пешка · d2 белая пешка · b1 чёрный слон · d1 чёрный конь · e1 белый ферзь | d8 чёрный слон · b7 чёрный ферзь · c7 чёрная пешка · f7 чёрная пешка · b6 белая пешка · d6 белая пешка · f6 белая ладья · h6 белый король · b5 белая пешка · d5 чёрный король · f5 белая пешка · c4 белая ладья · b3 белый слон · f3 белая пешка · g3 чёрная пешка · d2 белая пешка · b1 чёрный слон · d1 чёрный конь · e1 белый ферзь | d8 чёрный слон · b7 чёрный ферзь · c7 чёрная пешка · f7 чёрная пешка · b6 белая пешка · d6 белая пешка · f6 белая ладья · h6 белый король · b5 белая пешка · d5 чёрный король · f5 белая пешка · c4 белая ладья · b3 белый слон · f3 белая пешка · g3 чёрная пешка · d2 белая пешка · b1 чёрный слон · d1 чёрный конь · e1 белый ферзь | 7 |
| 6 | d8 чёрный слон · b7 чёрный ферзь · c7 чёрная пешка · f7 чёрная пешка · b6 белая пешка · d6 белая пешка · f6 белая ладья · h6 белый король · b5 белая пешка · d5 чёрный король · f5 белая пешка · c4 белая ладья · b3 белый слон · f3 белая пешка · g3 чёрная пешка · d2 белая пешка · b1 чёрный слон · d1 чёрный конь · e1 белый ферзь | d8 чёрный слон · b7 чёрный ферзь · c7 чёрная пешка · f7 чёрная пешка · b6 белая пешка · d6 белая пешка · f6 белая ладья · h6 белый король · b5 белая пешка · d5 чёрный король · f5 белая пешка · c4 белая ладья · b3 белый слон · f3 белая пешка · g3 чёрная пешка · d2 белая пешка · b1 чёрный слон · d1 чёрный конь · e1 белый ферзь | d8 чёрный слон · b7 чёрный ферзь · c7 чёрная пешка · f7 чёрная пешка · b6 белая пешка · d6 белая пешка · f6 белая ладья · h6 белый король · b5 белая пешка · d5 чёрный король · f5 белая пешка · c4 белая ладья · b3 белый слон · f3 белая пешка · g3 чёрная пешка · d2 белая пешка · b1 чёрный слон · d1 чёрный конь · e1 белый ферзь | d8 чёрный слон · b7 чёрный ферзь · c7 чёрная пешка · f7 чёрная пешка · b6 белая пешка · d6 белая пешка · f6 белая ладья · h6 белый король · b5 белая пешка · d5 чёрный король · f5 белая пешка · c4 белая ладья · b3 белый слон · f3 белая пешка · g3 чёрная пешка · d2 белая пешка · b1 чёрный слон · d1 чёрный конь · e1 белый ферзь | d8 чёрный слон · b7 чёрный ферзь · c7 чёрная пешка · f7 чёрная пешка · b6 белая пешка · d6 белая пешка · f6 белая ладья · h6 белый король · b5 белая пешка · d5 чёрный король · f5 белая пешка · c4 белая ладья · b3 белый слон · f3 белая пешка · g3 чёрная пешка · d2 белая пешка · b1 чёрный слон · d1 чёрный конь · e1 белый ферзь | d8 чёрный слон · b7 чёрный ферзь · c7 чёрная пешка · f7 чёрная пешка · b6 белая пешка · d6 белая пешка · f6 белая ладья · h6 белый король · b5 белая пешка · d5 чёрный король · f5 белая пешка · c4 белая ладья · b3 белый слон · f3 белая пешка · g3 чёрная пешка · d2 белая пешка · b1 чёрный слон · d1 чёрный конь · e1 белый ферзь | d8 чёрный слон · b7 чёрный ферзь · c7 чёрная пешка · f7 чёрная пешка · b6 белая пешка · d6 белая пешка · f6 белая ладья · h6 белый король · b5 белая пешка · d5 чёрный король · f5 белая пешка · c4 белая ладья · b3 белый слон · f3 белая пешка · g3 чёрная пешка · d2 белая пешка · b1 чёрный слон · d1 чёрный конь · e1 белый ферзь | d8 чёрный слон · b7 чёрный ферзь · c7 чёрная пешка · f7 чёрная пешка · b6 белая пешка · d6 белая пешка · f6 белая ладья · h6 белый король · b5 белая пешка · d5 чёрный король · f5 белая пешка · c4 белая ладья · b3 белый слон · f3 белая пешка · g3 чёрная пешка · d2 белая пешка · b1 чёрный слон · d1 чёрный конь · e1 белый ферзь | 6 |
| 5 | d8 чёрный слон · b7 чёрный ферзь · c7 чёрная пешка · f7 чёрная пешка · b6 белая пешка · d6 белая пешка · f6 белая ладья · h6 белый король · b5 белая пешка · d5 чёрный король · f5 белая пешка · c4 белая ладья · b3 белый слон · f3 белая пешка · g3 чёрная пешка · d2 белая пешка · b1 чёрный слон · d1 чёрный конь · e1 белый ферзь | d8 чёрный слон · b7 чёрный ферзь · c7 чёрная пешка · f7 чёрная пешка · b6 белая пешка · d6 белая пешка · f6 белая ладья · h6 белый король · b5 белая пешка · d5 чёрный король · f5 белая пешка · c4 белая ладья · b3 белый слон · f3 белая пешка · g3 чёрная пешка · d2 белая пешка · b1 чёрный слон · d1 чёрный конь · e1 белый ферзь | d8 чёрный слон · b7 чёрный ферзь · c7 чёрная пешка · f7 чёрная пешка · b6 белая пешка · d6 белая пешка · f6 белая ладья · h6 белый король · b5 белая пешка · d5 чёрный король · f5 белая пешка · c4 белая ладья · b3 белый слон · f3 белая пешка · g3 чёрная пешка · d2 белая пешка · b1 чёрный слон · d1 чёрный конь · e1 белый ферзь | d8 чёрный слон · b7 чёрный ферзь · c7 чёрная пешка · f7 чёрная пешка · b6 белая пешка · d6 белая пешка · f6 белая ладья · h6 белый король · b5 белая пешка · d5 чёрный король · f5 белая пешка · c4 белая ладья · b3 белый слон · f3 белая пешка · g3 чёрная пешка · d2 белая пешка · b1 чёрный слон · d1 чёрный конь · e1 белый ферзь | d8 чёрный слон · b7 чёрный ферзь · c7 чёрная пешка · f7 чёрная пешка · b6 белая пешка · d6 белая пешка · f6 белая ладья · h6 белый король · b5 белая пешка · d5 чёрный король · f5 белая пешка · c4 белая ладья · b3 белый слон · f3 белая пешка · g3 чёрная пешка · d2 белая пешка · b1 чёрный слон · d1 чёрный конь · e1 белый ферзь | d8 чёрный слон · b7 чёрный ферзь · c7 чёрная пешка · f7 чёрная пешка · b6 белая пешка · d6 белая пешка · f6 белая ладья · h6 белый король · b5 белая пешка · d5 чёрный король · f5 белая пешка · c4 белая ладья · b3 белый слон · f3 белая пешка · g3 чёрная пешка · d2 белая пешка · b1 чёрный слон · d1 чёрный конь · e1 белый ферзь | d8 чёрный слон · b7 чёрный ферзь · c7 чёрная пешка · f7 чёрная пешка · b6 белая пешка · d6 белая пешка · f6 белая ладья · h6 белый король · b5 белая пешка · d5 чёрный король · f5 белая пешка · c4 белая ладья · b3 белый слон · f3 белая пешка · g3 чёрная пешка · d2 белая пешка · b1 чёрный слон · d1 чёрный конь · e1 белый ферзь | d8 чёрный слон · b7 чёрный ферзь · c7 чёрная пешка · f7 чёрная пешка · b6 белая пешка · d6 белая пешка · f6 белая ладья · h6 белый король · b5 белая пешка · d5 чёрный король · f5 белая пешка · c4 белая ладья · b3 белый слон · f3 белая пешка · g3 чёрная пешка · d2 белая пешка · b1 чёрный слон · d1 чёрный конь · e1 белый ферзь | 5 |
| 4 | d8 чёрный слон · b7 чёрный ферзь · c7 чёрная пешка · f7 чёрная пешка · b6 белая пешка · d6 белая пешка · f6 белая ладья · h6 белый король · b5 белая пешка · d5 чёрный король · f5 белая пешка · c4 белая ладья · b3 белый слон · f3 белая пешка · g3 чёрная пешка · d2 белая пешка · b1 чёрный слон · d1 чёрный конь · e1 белый ферзь | d8 чёрный слон · b7 чёрный ферзь · c7 чёрная пешка · f7 чёрная пешка · b6 белая пешка · d6 белая пешка · f6 белая ладья · h6 белый король · b5 белая пешка · d5 чёрный король · f5 белая пешка · c4 белая ладья · b3 белый слон · f3 белая пешка · g3 чёрная пешка · d2 белая пешка · b1 чёрный слон · d1 чёрный конь · e1 белый ферзь | d8 чёрный слон · b7 чёрный ферзь · c7 чёрная пешка · f7 чёрная пешка · b6 белая пешка · d6 белая пешка · f6 белая ладья · h6 белый король · b5 белая пешка · d5 чёрный король · f5 белая пешка · c4 белая ладья · b3 белый слон · f3 белая пешка · g3 чёрная пешка · d2 белая пешка · b1 чёрный слон · d1 чёрный конь · e1 белый ферзь | d8 чёрный слон · b7 чёрный ферзь · c7 чёрная пешка · f7 чёрная пешка · b6 белая пешка · d6 белая пешка · f6 белая ладья · h6 белый король · b5 белая пешка · d5 чёрный король · f5 белая пешка · c4 белая ладья · b3 белый слон · f3 белая пешка · g3 чёрная пешка · d2 белая пешка · b1 чёрный слон · d1 чёрный конь · e1 белый ферзь | d8 чёрный слон · b7 чёрный ферзь · c7 чёрная пешка · f7 чёрная пешка · b6 белая пешка · d6 белая пешка · f6 белая ладья · h6 белый король · b5 белая пешка · d5 чёрный король · f5 белая пешка · c4 белая ладья · b3 белый слон · f3 белая пешка · g3 чёрная пешка · d2 белая пешка · b1 чёрный слон · d1 чёрный конь · e1 белый ферзь | d8 чёрный слон · b7 чёрный ферзь · c7 чёрная пешка · f7 чёрная пешка · b6 белая пешка · d6 белая пешка · f6 белая ладья · h6 белый король · b5 белая пешка · d5 чёрный король · f5 белая пешка · c4 белая ладья · b3 белый слон · f3 белая пешка · g3 чёрная пешка · d2 белая пешка · b1 чёрный слон · d1 чёрный конь · e1 белый ферзь | d8 чёрный слон · b7 чёрный ферзь · c7 чёрная пешка · f7 чёрная пешка · b6 белая пешка · d6 белая пешка · f6 белая ладья · h6 белый король · b5 белая пешка · d5 чёрный король · f5 белая пешка · c4 белая ладья · b3 белый слон · f3 белая пешка · g3 чёрная пешка · d2 белая пешка · b1 чёрный слон · d1 чёрный конь · e1 белый ферзь | d8 чёрный слон · b7 чёрный ферзь · c7 чёрная пешка · f7 чёрная пешка · b6 белая пешка · d6 белая пешка · f6 белая ладья · h6 белый король · b5 белая пешка · d5 чёрный король · f5 белая пешка · c4 белая ладья · b3 белый слон · f3 белая пешка · g3 чёрная пешка · d2 белая пешка · b1 чёрный слон · d1 чёрный конь · e1 белый ферзь | 4 |
| 3 | d8 чёрный слон · b7 чёрный ферзь · c7 чёрная пешка · f7 чёрная пешка · b6 белая пешка · d6 белая пешка · f6 белая ладья · h6 белый король · b5 белая пешка · d5 чёрный король · f5 белая пешка · c4 белая ладья · b3 белый слон · f3 белая пешка · g3 чёрная пешка · d2 белая пешка · b1 чёрный слон · d1 чёрный конь · e1 белый ферзь | d8 чёрный слон · b7 чёрный ферзь · c7 чёрная пешка · f7 чёрная пешка · b6 белая пешка · d6 белая пешка · f6 белая ладья · h6 белый король · b5 белая пешка · d5 чёрный король · f5 белая пешка · c4 белая ладья · b3 белый слон · f3 белая пешка · g3 чёрная пешка · d2 белая пешка · b1 чёрный слон · d1 чёрный конь · e1 белый ферзь | d8 чёрный слон · b7 чёрный ферзь · c7 чёрная пешка · f7 чёрная пешка · b6 белая пешка · d6 белая пешка · f6 белая ладья · h6 белый король · b5 белая пешка · d5 чёрный король · f5 белая пешка · c4 белая ладья · b3 белый слон · f3 белая пешка · g3 чёрная пешка · d2 белая пешка · b1 чёрный слон · d1 чёрный конь · e1 белый ферзь | d8 чёрный слон · b7 чёрный ферзь · c7 чёрная пешка · f7 чёрная пешка · b6 белая пешка · d6 белая пешка · f6 белая ладья · h6 белый король · b5 белая пешка · d5 чёрный король · f5 белая пешка · c4 белая ладья · b3 белый слон · f3 белая пешка · g3 чёрная пешка · d2 белая пешка · b1 чёрный слон · d1 чёрный конь · e1 белый ферзь | d8 чёрный слон · b7 чёрный ферзь · c7 чёрная пешка · f7 чёрная пешка · b6 белая пешка · d6 белая пешка · f6 белая ладья · h6 белый король · b5 белая пешка · d5 чёрный король · f5 белая пешка · c4 белая ладья · b3 белый слон · f3 белая пешка · g3 чёрная пешка · d2 белая пешка · b1 чёрный слон · d1 чёрный конь · e1 белый ферзь | d8 чёрный слон · b7 чёрный ферзь · c7 чёрная пешка · f7 чёрная пешка · b6 белая пешка · d6 белая пешка · f6 белая ладья · h6 белый король · b5 белая пешка · d5 чёрный король · f5 белая пешка · c4 белая ладья · b3 белый слон · f3 белая пешка · g3 чёрная пешка · d2 белая пешка · b1 чёрный слон · d1 чёрный конь · e1 белый ферзь | d8 чёрный слон · b7 чёрный ферзь · c7 чёрная пешка · f7 чёрная пешка · b6 белая пешка · d6 белая пешка · f6 белая ладья · h6 белый король · b5 белая пешка · d5 чёрный король · f5 белая пешка · c4 белая ладья · b3 белый слон · f3 белая пешка · g3 чёрная пешка · d2 белая пешка · b1 чёрный слон · d1 чёрный конь · e1 белый ферзь | d8 чёрный слон · b7 чёрный ферзь · c7 чёрная пешка · f7 чёрная пешка · b6 белая пешка · d6 белая пешка · f6 белая ладья · h6 белый король · b5 белая пешка · d5 чёрный король · f5 белая пешка · c4 белая ладья · b3 белый слон · f3 белая пешка · g3 чёрная пешка · d2 белая пешка · b1 чёрный слон · d1 чёрный конь · e1 белый ферзь | 3 |
| 2 | d8 чёрный слон · b7 чёрный ферзь · c7 чёрная пешка · f7 чёрная пешка · b6 белая пешка · d6 белая пешка · f6 белая ладья · h6 белый король · b5 белая пешка · d5 чёрный король · f5 белая пешка · c4 белая ладья · b3 белый слон · f3 белая пешка · g3 чёрная пешка · d2 белая пешка · b1 чёрный слон · d1 чёрный конь · e1 белый ферзь | d8 чёрный слон · b7 чёрный ферзь · c7 чёрная пешка · f7 чёрная пешка · b6 белая пешка · d6 белая пешка · f6 белая ладья · h6 белый король · b5 белая пешка · d5 чёрный король · f5 белая пешка · c4 белая ладья · b3 белый слон · f3 белая пешка · g3 чёрная пешка · d2 белая пешка · b1 чёрный слон · d1 чёрный конь · e1 белый ферзь | d8 чёрный слон · b7 чёрный ферзь · c7 чёрная пешка · f7 чёрная пешка · b6 белая пешка · d6 белая пешка · f6 белая ладья · h6 белый король · b5 белая пешка · d5 чёрный король · f5 белая пешка · c4 белая ладья · b3 белый слон · f3 белая пешка · g3 чёрная пешка · d2 белая пешка · b1 чёрный слон · d1 чёрный конь · e1 белый ферзь | d8 чёрный слон · b7 чёрный ферзь · c7 чёрная пешка · f7 чёрная пешка · b6 белая пешка · d6 белая пешка · f6 белая ладья · h6 белый король · b5 белая пешка · d5 чёрный король · f5 белая пешка · c4 белая ладья · b3 белый слон · f3 белая пешка · g3 чёрная пешка · d2 белая пешка · b1 чёрный слон · d1 чёрный конь · e1 белый ферзь | d8 чёрный слон · b7 чёрный ферзь · c7 чёрная пешка · f7 чёрная пешка · b6 белая пешка · d6 белая пешка · f6 белая ладья · h6 белый король · b5 белая пешка · d5 чёрный король · f5 белая пешка · c4 белая ладья · b3 белый слон · f3 белая пешка · g3 чёрная пешка · d2 белая пешка · b1 чёрный слон · d1 чёрный конь · e1 белый ферзь | d8 чёрный слон · b7 чёрный ферзь · c7 чёрная пешка · f7 чёрная пешка · b6 белая пешка · d6 белая пешка · f6 белая ладья · h6 белый король · b5 белая пешка · d5 чёрный король · f5 белая пешка · c4 белая ладья · b3 белый слон · f3 белая пешка · g3 чёрная пешка · d2 белая пешка · b1 чёрный слон · d1 чёрный конь · e1 белый ферзь | d8 чёрный слон · b7 чёрный ферзь · c7 чёрная пешка · f7 чёрная пешка · b6 белая пешка · d6 белая пешка · f6 белая ладья · h6 белый король · b5 белая пешка · d5 чёрный король · f5 белая пешка · c4 белая ладья · b3 белый слон · f3 белая пешка · g3 чёрная пешка · d2 белая пешка · b1 чёрный слон · d1 чёрный конь · e1 белый ферзь | d8 чёрный слон · b7 чёрный ферзь · c7 чёрная пешка · f7 чёрная пешка · b6 белая пешка · d6 белая пешка · f6 белая ладья · h6 белый король · b5 белая пешка · d5 чёрный король · f5 белая пешка · c4 белая ладья · b3 белый слон · f3 белая пешка · g3 чёрная пешка · d2 белая пешка · b1 чёрный слон · d1 чёрный конь · e1 белый ферзь | 2 |
| 1 | d8 чёрный слон · b7 чёрный ферзь · c7 чёрная пешка · f7 чёрная пешка · b6 белая пешка · d6 белая пешка · f6 белая ладья · h6 белый король · b5 белая пешка · d5 чёрный король · f5 белая пешка · c4 белая ладья · b3 белый слон · f3 белая пешка · g3 чёрная пешка · d2 белая пешка · b1 чёрный слон · d1 чёрный конь · e1 белый ферзь | d8 чёрный слон · b7 чёрный ферзь · c7 чёрная пешка · f7 чёрная пешка · b6 белая пешка · d6 белая пешка · f6 белая ладья · h6 белый король · b5 белая пешка · d5 чёрный король · f5 белая пешка · c4 белая ладья · b3 белый слон · f3 белая пешка · g3 чёрная пешка · d2 белая пешка · b1 чёрный слон · d1 чёрный конь · e1 белый ферзь | d8 чёрный слон · b7 чёрный ферзь · c7 чёрная пешка · f7 чёрная пешка · b6 белая пешка · d6 белая пешка · f6 белая ладья · h6 белый король · b5 белая пешка · d5 чёрный король · f5 белая пешка · c4 белая ладья · b3 белый слон · f3 белая пешка · g3 чёрная пешка · d2 белая пешка · b1 чёрный слон · d1 чёрный конь · e1 белый ферзь | d8 чёрный слон · b7 чёрный ферзь · c7 чёрная пешка · f7 чёрная пешка · b6 белая пешка · d6 белая пешка · f6 белая ладья · h6 белый король · b5 белая пешка · d5 чёрный король · f5 белая пешка · c4 белая ладья · b3 белый слон · f3 белая пешка · g3 чёрная пешка · d2 белая пешка · b1 чёрный слон · d1 чёрный конь · e1 белый ферзь | d8 чёрный слон · b7 чёрный ферзь · c7 чёрная пешка · f7 чёрная пешка · b6 белая пешка · d6 белая пешка · f6 белая ладья · h6 белый король · b5 белая пешка · d5 чёрный король · f5 белая пешка · c4 белая ладья · b3 белый слон · f3 белая пешка · g3 чёрная пешка · d2 белая пешка · b1 чёрный слон · d1 чёрный конь · e1 белый ферзь | d8 чёрный слон · b7 чёрный ферзь · c7 чёрная пешка · f7 чёрная пешка · b6 белая пешка · d6 белая пешка · f6 белая ладья · h6 белый король · b5 белая пешка · d5 чёрный король · f5 белая пешка · c4 белая ладья · b3 белый слон · f3 белая пешка · g3 чёрная пешка · d2 белая пешка · b1 чёрный слон · d1 чёрный конь · e1 белый ферзь | d8 чёрный слон · b7 чёрный ферзь · c7 чёрная пешка · f7 чёрная пешка · b6 белая пешка · d6 белая пешка · f6 белая ладья · h6 белый король · b5 белая пешка · d5 чёрный король · f5 белая пешка · c4 белая ладья · b3 белый слон · f3 белая пешка · g3 чёрная пешка · d2 белая пешка · b1 чёрный слон · d1 чёрный конь · e1 белый ферзь | d8 чёрный слон · b7 чёрный ферзь · c7 чёрная пешка · f7 чёрная пешка · b6 белая пешка · d6 белая пешка · f6 белая ладья · h6 белый король · b5 белая пешка · d5 чёрный король · f5 белая пешка · c4 белая ладья · b3 белый слон · f3 белая пешка · g3 чёрная пешка · d2 белая пешка · b1 чёрный слон · d1 чёрный конь · e1 белый ферзь | 1 |
|   | a | b | c | d | e | f | g | h |   |

1.Фe8! (угроза 2.Ф:f7+) 
 
1…cb 2.Лa4+! Kpc5 3.d4#, 
 
1…cd 2.Лc6+! Kpd4 3.Лf:d6#, 

1…c5 2.Лe4+! c4 3.Фe5#, 
 
1…c6 2.Лc2+! Кpd4 3.Фe4# 

Пикенинни (четырёхкратная игра чёрной пешки) и большой крест белой ладьи.